# 화성종합경기타운
화성종합경기타운(華城綜合競技타운, Hwaseong Sports Town)은 대한민국 경기도 화성시에 있는 스포츠 시설이다. 천연잔디 필드와 몬도트랙이 갖춰진 경기장이며, 2011년 6월에 준공되었다. 현재 K리그2 화성 FC 홈구장으로 사용되고 있다.

## 시설

### 주경기장
축구와 육상 경기가 가능한 다목적경기장인 주경기장의 좌석수는 35,270석이다. 2,369억 원을 투자하여 지어진 경기장이며 현재 K리그2 화성 FC의 홈구장으로 사용되고 있으며 아래와 같은 국제축구경기를 개최하였다.
- 2012년 6월 7일 대한민국과 시리아의 올림픽대표팀 평가전 경기가 열렸다.
- 2012년 11월 14일 대한민국과 오스트레일리아의 국가대표팀 친선 경기가 열렸다.
- 2013년 7월 24일 ~ 7월 25일 2013년 EAFF 동아시안컵 경기가 열렸다.
- 2014년 9월 15일 ~ 9월 28일 2014년 아시안 게임 축구 경기가 열렸다.
- 2015년 9월 3일 2018년 FIFA 월드컵 아시아 지역 2차 예선 경기가 열렸다.
- 2015년 10월 9일 대한민국과 오스트레일리아의 올림픽대표팀 평가전 경기가 열렸다.

| 날짜             | 팀 1                   | 스코어 | 팀 2                   | 라운드                                               |
| ---------------- | ---------------------- | ------ | ---------------------- | ---------------------------------------------------- |
| 2012년 6월 7일   | 대한민국               | 3 - 1  | 시리아                 | 친선 경기                                            |
| 2012년 11월 14일 | 대한민국               | 1 - 2  | 오스트레일리아         | 친선 경기                                            |
| 2013년 7월 24일  | 대한민국               | 1 - 2  | 중화인민공화국         | 2013년 EAFF 여자 동아시안컵                          |
| 2013년 7월 24일  | 대한민국               | 0 - 0  | 중화인민공화국         | 2013년 EAFF 동아시안컵                               |
| 2013년 7월 25일  | 일본                   | 0 - 0  | 조선민주주의인민공화국 | 2013년 EAFF 여자 동아시안컵                          |
| 2013년 7월 25일  | 일본                   | 3 - 2  | 오스트레일리아         | 2013년 EAFF 동아시안컵                               |
| 2014년 9월 15일  | 아랍에미리트           | 5 - 0  | 인도                   | 2014년 아시안 게임 축구 남자                         |
| 2014년 9월 17일  | 팔레스타인             | 2 - 1  | 타지키스탄             | 2014년 아시안 게임 축구 남자                         |
| 2014년 9월 17일  | 오만                   | 3 - 3  | 싱가포르               | 2014년 아시안 게임 축구 남자                         |
| 2014년 9월 18일  | 파키스탄               | 0 - 2  | 조선민주주의인민공화국 | 2014년 아시안 게임 축구 남자                         |
| 2014년 9월 21일  | 쿠웨이트               | 0 - 3  | 이라크                 | 2014년 아시안 게임 축구 남자                         |
| 2014년 9월 21일  | 라오스                 | 0 - 2  | 대한민국               | 2014년 아시안 게임 축구 남자                         |
| 2014년 9월 22일  | 홍콩                   | 2 - 1  | 방글라데시             | 2014년 아시안 게임 축구 남자                         |
| 2014년 9월 22일  | 중화인민공화국         | 1 - 0  | 파키스탄               | 2014년 아시안 게임 축구 남자                         |
| 2014년 9월 25일  | 팔레스타인             | 0 - 4  | 일본                   | 2014년 아시안 게임 축구 남자                         |
| 2014년 9월 26일  | 베트남                 | 1 - 3  | 아랍에미리트           | 2014년 아시안 게임 축구 남자                         |
| 2014년 9월 26일  | 일본                   | 9 - 0  | 홍콩                   | 2014년 아시안 게임 축구 여자                         |
| 2014년 9월 28일  | 조선민주주의인민공화국 | 1 - 0  | 아랍에미리트           | 2014년 아시안 게임 축구 남자                         |
| 2015년 3월 29일  | 대한민국               | 2 - 1  | 일본                   | 덴소컵                                               |
| 2015년 9월 3일   | 대한민국               | 8 - 0  | 라오스                 | 2018년 FIFA 월드컵+2019년 AFC 아시안컵 2차 지역 예선 |
| 2015년 10월 9일  | 대한민국               | 2 - 0  | 오스트레일리아         | 친선 경기                                            |
| 2019년 10월 15일 | 대한민국               | 8 - 0  | 스리랑카               | 2022년 FIFA 월드컵+2023년 AFC 아시안컵 2차 지역 예선 |
| 2022년 11월 11일 | 대한민국               | 1 - 0  | 아이슬란드             | 친선 경기                                            |

## 교통

### 철도
- 서해선 향남역이 개통될 예정이다.

### 버스
- 서울방면 : 8155번 버스 (사당역 4번 출구-향남)
- 수원방면 : 32-3번 버스 (광교-향남)
- 오산방면 : 111번, 111-2번 버스 (오산역 광장)
- 안산방면 : 340번 버스 (반월역-향남)
- 군포방면 : 340-1번 버스 (대야미역-향남)

## 참고 문헌
- “화성종합경기타운”. 화성도시공사. 2020년 3월 25일에 원본 문서에서 보존된 문서. 2019년 10월 22일에 확인함.
- 《전국 공공체육 시설 현황 (2017년말 기준)》. 대한민국 문화체육관광부. 2019.
- 《2019년 전국 공공체육시설 현황 (2018년말 기준)》. 대한민국 문화체육관광부. 2020.
- 《2020년 전국 공공체육시설 현황 (2019년말 기준)》. 대한민국 문화체육관광부. 2021.
- 《2023 전국 공공체육시설 현황 (2022년 12월말 기준)》. 대한민국 문화체육관광부. 2024.

## 같이 보기
- 화성종합경기타운 보조경기장